# Scatopyrodes samiatus
Scatopyrodes samiatus är en skalbaggsart som beskrevs av Maria Helena M. Galileo och Martins 1992. Scatopyrodes samiatus ingår i släktet Scatopyrodes och familjen långhorningar.
Artens utbredningsområde är Honduras. Inga underarter finns listade i Catalogue of Life.